# Шитов, Владимир Леонтьевич
Владимир Леонтьевич Шитов — советский хозяйственный и государственный деятель, лауреат Государственной премии СССР за выдающиеся достижения в труде.

## Биография
Родился в 1927 году. Член КПСС.
В 1950—1990 — 2-й, 1-й, старший помощник капитана, капитан теплоходов «Маршал Тухачевский», «Капитан Чечкин», «ОТ-2447» Астраханского речного пароходства Министерства речного флота РСФСР.
За большой личный вклад в повышение эффективности использования авиационного и водного транспорта и рыболовных судов был в составе коллектива удостоен Государственной премии СССР за выдающиеся достижения в труде 1983 года.
Умер в Астрахани после 1990 года.
Именем Шитова назван теплоход.

## Награды
- Орден Ленина
- Орден Трудового Красного Знамени